# 녹스 미궁

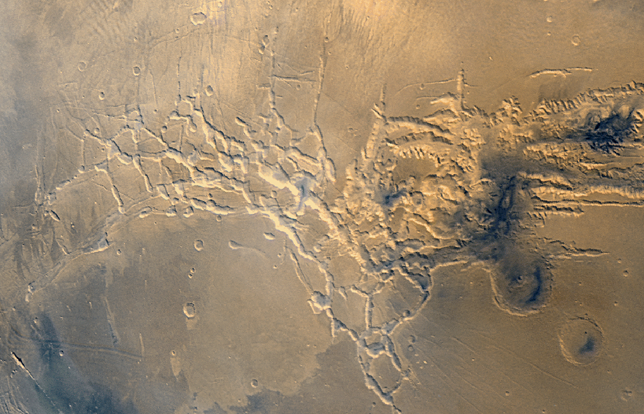

녹스 미궁(라틴어: Noctis Labyrinthus 녹티스 라비린투스[*], 영어: labyrinth of night→밤의 미궁)은 화성의 푀니키스 라쿠스 사변형에 있는 지형이다.  위치적으로 매리너 계곡과 타르시스 고원 사이에 있다.  매리너 계곡만큼 거대하지는 않지만 충분히 깊고 가파른 계곡과 협곡들이 얼기설키 얽혀 있는 지형이다.

## 같이 보기
- 화성의 기후
- 화성 지질학
- 화성의 방형